# Nattøj
Nattøj er tøj som er designet til at have på mens man sover. Typen kan variere efter årstiden så der anvendes tyndere eller mindre dækkende tøj i varme periode. Visse typer nattøj vælges for at appellere visuelt eller være erotisk udover deres funktionelle formål.
Nattøj inkluderer:
- Onesie - og andre alt-i-én beklædningstyper der minder om en bodystocking til spædbørn
- Babydoll - en kort løsthængende natkjole, der nogle gange er uden ærmer, som bruges af kvinder
- Chemise - når den bruges til at sove i. Minder om en babydoll men sidder tættere om hofterne
- Negligee - løsthængende sensuel natbeklædning for kvinder, de ofte er lavet af gennemsigtigt stof og har blonder.
- Nathue - en varm hue der kan bæres af både mænd og kvinder for at holde varmen.
- Natkjole - en løsthængende kjole til kvinder, der normalt er fremstillet af bomuld, silke eller nylon
- Natskjorte - en løstsiddende skjorte, der typisk er længere end en normal skjorte.
- Pyjamas - løstsiddende sæt tøj i to dele med bukser og skjorte, som bruges af begge køn og i alle aldre.

Andre typer tøj, der ofte bruges til at sove i inkludere bl.a. gymnastikshorts, t-shirts, undertrøjer og joggingbukser samt undertøj uden andet over. Det er heller ikke ualmindeligt at sove helt uden tøj.

## Brug
En amerikansk undersøgelse fra 2004 viste at 13 % af mænd sov i pyjamas eller andet nattøj, mens 31 % kun var iført undertøj, mens 31 % sov nøgne. Blandt kvinder sov 55 % i nattøj. De øvrige resultater ses i nedenstående skema:
| Type beklædning  | Mænd (%) | Kvinder (%) | Alle (%) |
| ---------------- | -------- | ----------- | -------- |
| Ingenting/nøgne  | 31       | 14          | 22       |
| Undertøj         | 31       | 2           | 16       |
| Natkjole/pyjamas | 13       | 55          | 34       |
| Shorts/t-shirt   | 21       | 25          | 23       |
| Joggingtøj       | 1        | 2           | 1        |
| Andet            | 3        | 1           | 2        |
| Ved ikke         | 1        | 1           | 1        |

En undersøgelse udført af BBC The Clothes Show Magazine i 1996 viste følgende for briternes påklædning ved søvn.
| %       | Pyjamas | Ingenting | Undertøj | Natkjole | Andet |
| ------- | ------- | --------- | -------- | -------- | ----- |
| Kvinder | 37      | 17        | 9        | 33       | 4†    |
| Mænd    | 6       | 47        | 22       | -        | 25†   |

†Det mest almindelige svar under "Andet" for kvinder var udendørs tøj og for mænd shorts.